# Gerda Weissmann Klein

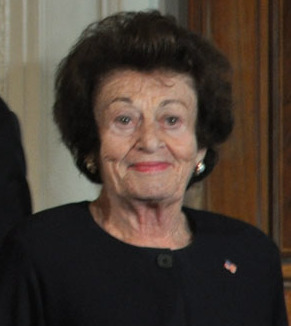
Ganadora de la Medalla de la Libertad John Sweeney, Gerda Weissmann Klein.

Gerda Weissmann Klein (Bielsko, Polonia, 8 de mayo de 1924 - 3 de abril de 2022) fue una escritora y activista de derechos humanos estadounidense.
Su relato autobiográfico del Holocausto, All but My Life (1957), fue adaptado para el cortometraje de 1995 One Survivor Remembers, que recibió un premio de la Academia y un premio Emmy, y además se seleccionó para el National Film Registry. Se casó con Kurt Klein (1920-2002) en 1946.
Los Klein se convirtieron en defensores de la educación sobre el Holocausto y los derechos humanos, y dedicaron la mayor parte de sus vidas a promover la tolerancia y el servicio comunitario. Gerda Weissmann Klein también fundó Citizenship Counts, una organización sin fines de lucro que defiende el valor y las responsabilidades de la ciudadanía estadounidense. Fue miembro de la junta directiva del Museo Conmemorativo del Holocausto de los Estados Unidos, que presenta su testimonio en una exhibición permanente.[cita requerida]

## Primeros años
Gerda Weissmann fue la segunda hija del ejecutivo de fabricación Julius Weissmann y de Helene Mueckenbrunn (Helene Weissmann). Nació el 8 de mayo de 1924 en Bielsko (ahora Bielsko-Biała), Polonia. Asistió al Notre Dame Gymnasium en Bielsko hasta que los alemanes invadieron Polonia en 1939. Sus padres y su hermano mayor Arthur (n. 1919) murieron durante el Holocausto.

## Premios
El 15 de febrero de 2011, Klein recibió la Medalla Presidencial de la Libertad, el premio civil más alto de los Estados Unidos.[cita requerida]